# Baseball in Mexiko
Baseball (span. Béisbol) in Mexiko ist eine sehr beliebte Sportart. Die Ursprünge des Sports gehen zurück auf das 19. Jahrhundert. In den 1870er Jahren fand der Sport seinen Weg von den USA, speziell auch aus Texas, nach Nord- und Zentralmexiko, während nach Yucatán der Weg hauptsächlich über Kuba während der 1890er Jahre führte.
1925 wurde die erste mexikanische Profiliga gegründet: die Liga Mexicana de Béisbol (LMB) mit sechs Teams (74 Regimiento, Club México, Agraria de México, Nacional de México, Club Guanajuato und Rojos del Águila de Veracruz) aus der Region um Mexiko-Stadt, Guanajuato und Veracruz. 1937 etabliert sich diese Liga mit 15 Teams über die Grenzen von Zentralmexiko hinaus, darunter die Monterrey Industriales, die Nuevo Laredo Tecolotes und die Torreón Algodoneros.
1945 wurde die heutige Liga Mexicana del Pacífico (LMP) mit vier Mannschaften gegründet, heute besteht sie aus acht. Diese spielen von Oktober bis Januar, also eine Wintersaison, auch mit Spielern aus der amerikanischen Profiliga (Major League Baseball), danach nimmt die Liga an der Serie del Caribe teil. 1955 stand die LMB kurz vor dem Aus, wurde dann unter neuer Ligaleitung gerettet, die sich unter anderem auf eine vertragliche Zusammenarbeit mit der US-amerikanischen Profiliga Major League Baseball (MLB) einigte. 1973 spielte die LMB mit 16 Mannschaften in vier Divisionen (Nordost, Nordwest, Südost und Südwest). 1979 wurde auf 20 Mannschaften aufgestockt.
Seit 1981 spielt die LMB wieder mit 16 Teams und seit 1983 erneut in einer Nord- und Süd-Division. Das bisher erfolgreichste Team sind die Diablos Rojos del México aus Mexiko-Stadt mit 15 Meistertiteln, gefolgt von den Sultanes de Monterrey mit neun Titeln. Als Talentsichtung und -förderung der LMB und der LMP dienen die Ligen Liga Norte de México (LNM) (bis 2008 Liga Norte de Sonora (LNS)), die Liga de Béisbol del Noroeste de México (LBN), die Liga Invernal Veracruzana (LIV), die Liga Tabasqueña de Béisbol (LTB) und die Campeonato Estatal de Beisbol Chihuahua.

## Ligen

### LMB – Liga Mexicana de Béisbol
2015 spielt sie mit 16 Mannschaften in zwei Divisionen:
Zona Norte (Nord): 
| Mannschaft                 | Ort            | Bundesstaat      |
| -------------------------- | -------------- | ---------------- |
| Acereros del Norte         | Monclova       | Coahuila         |
| Diablos Rojos del México   | Mexiko-Stadt   | Distrito Federal |
| Pericos de Puebla          | Puebla         | Puebla           |
| Saraperos de Saltillo      | Saltillo       | Coahuila         |
| Sultanes de Monterrey      | Monterrey      | Nuevo León       |
| Broncos de Reynosa         | Reynosa        | Tamaulipas       |
| Vaqueros de la Laguna      | Torreón        | Coahuila         |
| Rieleros de Aguascalientes | Aguascalientes | Aguascalientes   |

Zona Sur (Süd):
| Mannschaft                    | Ort               | Bundesstaat  |
| ----------------------------- | ----------------- | ------------ |
| Tigres de Quintana Roo        | Cancún            | Quintana Roo |
| Guerreros de Oaxaca           | Oaxaca de Juárez  | Oaxaca       |
| Rojos del Aguila de Veracruz  | Veracruz          | Veracruz     |
| Leones de Yucatan             | Mérida            | Yucatán      |
| Delfines de Ciudad del Carmen | Ciudad del Carmen | Campeche     |
| Piratas de Campeche           | Campeche          | Campeche     |
| Petroleros de Minatitlán      | Minatitlán        | Veracruz     |
| Olmecas de Tabasco            | Villahermosa      | Tabasco      |

### LMP – Liga Mexicana del Pacífico
Die LMP wurde 1945 in Hermosillo, Sonora, mit vier Teams als Liga de la Costa del Pacífico gegründet. Seit 1970 heißt die Liga Liga Mexicana del Pacífico mit acht teilnehmenden Clubs. 
Teams 2011–12:
| Mannschaft               | Ort            | Bundesstaat     |
| ------------------------ | -------------- | --------------- |
| Tomateros de Culiacán    | Culiacán       | Sinaloa         |
| Algodoneros de Guasave   | Guasave        | Sinaloa         |
| Naranjeros de Hermosillo | Hermosillo     | Sonora          |
| Venados de Mazatlán      | Mazatlán       | Sinaloa         |
| Águilas de Mexicali      | Mexicali       | Baja California |
| Cañeros de Los Mochis    | Los Mochis     | Sinaloa         |
| Mayos de Navojoa         | Navojoa        | Sonora          |
| Yaquis de Obregón        | Ciudad Obregón | Sonora          |

### LPBNS – Liga Profesional de Béisbol Norte de Sonora

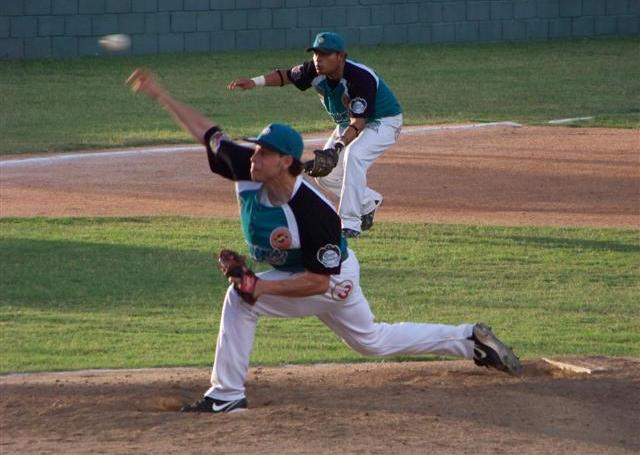
Spiel der Vaqueros de Agua Prieta in der Liga Norte de México

Die LPBNS, ehemals LNS und Liga Norte de México (LNM), dient der LMB und der LMP als Talentsichtung und -förderung. Sechs Mannschaften spielen ihre Saison von Mai bis August.
Teams 2012:
- Rieleros de Empalme (Empalme, Sonora)
- Ostioneros de Guaymas (Guaymas, Sonora)
- Rojos de Caborca (Caborca, Sonora)
- Internacionales de Nogales (Nogales, Sonora)
- Mineros de Cananea (Cananea, Sonora)
- Vaqueros de Agua Prieta (Agua Prieta, Sonora)

### LBN – Liga de Béisbol del Noroeste de México
Die LBN mit sechs Mannschaften ist ebenfalls eine Liga zur Talentsichtung und -förderung. Die Saison geht von Oktober bis Januar, ist also eine Wintersaison.
Teams 2011–2012:
- Broncos de Tecuala (Tecuala, Nayarit)
- Cachorros de Acaponeta (Acaponeta, Nayarit)
- Coqueros de Tuxpan (Tuxpan, Nayarit)
- Diablos Rojos Universitarios de Tepic (Tepic, Nayarit)
- Pureros de Compostela (Compostela, Nayarit)
- Tabaqueros de Santiago (Santiago Ixcuintla, Nayarit)

### LIV – Liga Invernal Veracruzana
Die LIV spielt mit zehn Mannschaften eine Wintersaison von Oktober bis Januar.
Teams 2011–2012:
Zona Centro
- Cafeteros de Córdoba (Córdoba, Veracruz)
- Chicataneros de Huatusco (Huatusco, Veracruz)
- Chileros de Xalapa (Xalapa, Veracruz)
- Gallos de Santa Rosa (Ciudad Mendoza, Veracruz)
- Indios Limoneros de Cuitláhuac (Cuitláhuac, Veracruz)

Zona Sur
- Atléticos de Medellín (Medellín de Bravo, Veracruz)
- Brujos de los Tuxtlas (San Andrés Tuxtla, Veracruz)
- Marlines de Boca del Río (Veracruz, Veracruz)
- Rojos de Veracruz (Veracruz, Veracruz)
- Vaqueros de Cosamaloapan (Cosamaloapan, Veracruz)

### LTBI – Liga Tabasqueña de Béisbol Instruccional
Die Liga Tabasqueña de Béisbol Instruccional (LTBI) hat eine Spielzeit von September bis November.
Teams 2009:
- Atletic’s de Tabasco (Tabasco, Tabasco)
- Piñeros de Huimanguillo (Huimanguillo, Tabasco)
- Cañeros de Cárdenas (Cárdenas, Tabasco)
- Juveniles de Villahermosa (Villahermosa, Tabasco)
- Cafeteros de Tacotalpa (Tacotalpa, Tabasco)
- Tigres de Cunduacán (Cunduacán, Tabasco)

### Campeonato Estatal de Beisbol Chihuahua
Teams 2009:
- Mazorqueros de Camargo (Camargo, Chihuahua)
- Rojos de Jiménez (Ciudad Jiménez, Chihuahua)
- Dorados de Chihuahua (Chihuahua, Chihuahua)
- Soles de Ojinaga (Ojinaga, Chihuahua)
- Mineros de Parral (Parral, Chihuahua)
- Manzaneros de Cuauhtémoc (Ciudad Cuauhtémoc, Chihuahua)
- Faraones de Nuevo Casas Grandes (Nuevo Casas Grandes, Chihuahua)
- Indios de Juárez (Ciudad Juárez, Chihuahua)
- Algodoneros de Delicias (Delicias, Chihuahua)
- Venados de Madera (Madera, Chihuahua)

### GBL – Golden Baseball League
Diese unabhängige internationale Profiliga spielte von Mai bis August an der Westküste von Kanada, den USA und Mexiko. 2009 sollten die Tijuana Potros von der LMB zur Golden Baseball League (GBL) wechseln, jedoch wurde die Teilnahme kurzfristig wegen entstandenen Planungsunsicherheiten durch die H1N1-Influenza-Epidemie auf 2010 verschoben.
In dieser Saison traten sie dann als Tijuana Cimarrones an und bestritten ihre Heimspiele im Estadio de Beisbol Calimax, nach finanziellen Schwierigkeiten fanden die Heimspiele im Ray Kroc Baseball Complex in Yuma in Arizona statt, und 2011 trat die Mannschaft in der inzwischen durch Fusion der GBL mit der United League Baseball und der Northern League entstandenen North American League nicht mehr an.

## Mexikanische Profispieler in der MLB

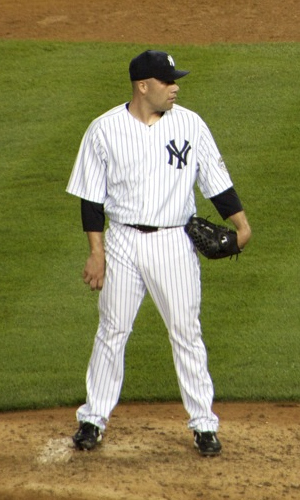
Alfredo Aceves – Pitcher bei den New York Yankees

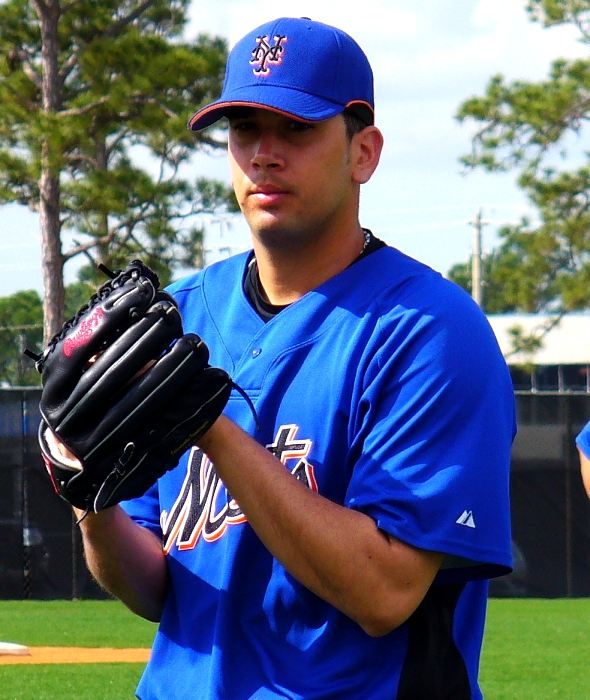
Óliver Pérez – Pitcher bei den New York Mets

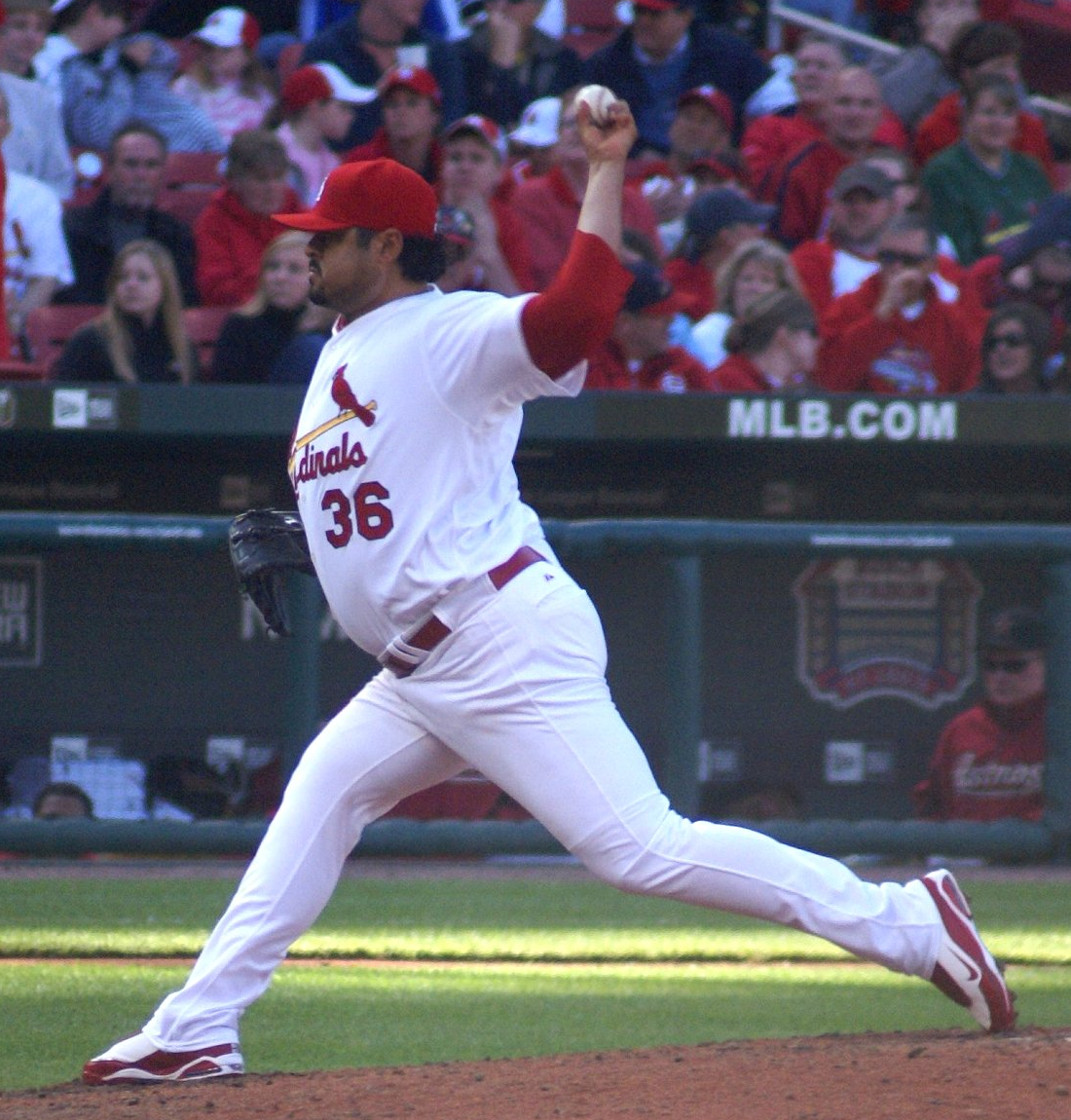
Dennys Reyes – Pitcher bei den St. Louis Cardinals

Mehr als 100 Spieler der mexikanischen Profiliga haben, seit Baldomero Almada 1933 nach Boston ging, in die amerikanische Profiliga MLB gewechselt. Zurzeit spielen um die 100 mexikanische Spieler in der Major League Baseball (MLB) und deren Affiliationsklubs (Rookie-League bis Triple A).
Aktive MLB-Spieler aus Mexiko, 2009 (aktueller Klub, Debütanten-Jahr und Geburtsort):
- Alfredo Aceves – New York Yankees – 2008 (San Luis Rio Colorado, Sonora)
- Alfredo Amézaga – Florida Marlins – 2002 (Ciudad Obregón, Sonora)
- Luis Ayala – Florida Marlins – 2003 (Los Mochis, Sinaloa)
- Jorge Campillo – Atlanta Braves – 2005 (Tijuana, Baja California)
- Jorge Cantú – Florida Marlins – 2004 (Reynosa, Tamaulipas)
- Juan Castro – Los Angeles Dodgers – 1995 (Los Mochis, Sinaloa)
- David Cortés – San Francisco Giants – 1999 (Mexicali, Baja California)
- Humberto Cota – Cincinnati Reds – 2001 (San Luis Rio Colorado, Sonora)
- Luis Cruz – Pittsburgh Pirates – 2008 (Navojoa, Sonora)
- Jorge de la Rosa – Colorado Rockies  – 2004 (Monterrey, Nuevo León)
- Elmer Dessens – New York Mets – 1996 (Hermosillo, Sonora)
- Germán Durán – Houston Astros – 2008 (Zacatecas)
- Erubiel Durazo – Free Agent – 1999 (Hermosillo, Sonora)
- Marco Estrada – Washington Nationals – 2008 (Sonora)
- Yovani Gallardo – Milwaukee Brewers – 2007 (Michoacán, D.F.)
- Jaime García – St. Louis Cardinals – 2008 (Reynosa, Tamaulipas)
- Karim García – Lotte Giants – Korea – 1995 (Ciudad Obregón, Sonora)
- Édgar González – Oakland Athletics – 2003 (Monterrey, Nuevo León)
- Esteban Loaiza – Chicago White Sox – 1995 (Tijuana, Baja California)
- Rodrigo López – Philadelphia Phillies – 2000 (Tlalnepantla de Baz, Estado de México)
- Luis Mendoza – Texas Rangers – 2007 (Minatitlán, Veracruz)
- Miguel Ojeda – Free Agent – 2003 (Guaymas, Sonora)
- Antonio Osuna – Free Agent – 1995 (Guasave, Sinaloa)
- Óliver Pérez – New York Mets – 2002 (Culiacán, Sinaloa)
- Dennys Reyes – St. Louis Cardinals – 1997 (Higuera de Zaragoza, Sinaloa)
- Ricardo Rincón – New York Mets – 1997 (Cuitláhuac, Veracruz)
- Oscar Robles – Philadelphia Phillies – 2005 (Tijuana, Baja California)
- Freddy Sandoval – Los Angeles Angels of Anaheim – 2008 (Tijuana, Baja California)
- Joakim Soria – Kansas City Royals – 2007 (Monclova, Coahuila de Zaragoza)
- Óscar Villarreal – Kansas City Royals – 2003 (San Nicolás de los Garza, Nuevo León)

Ehemalige MLB-Spieler aus Mexiko (letzter Klub, Aktiv-Jahre und Geburtsort):
- Mel Almada – Brooklyn Dodgers – 1933–1939 (Huatabampo, Sonora)
- Bobby Ávila – Milwaukee Braves – 1949–1959 (Veracruz, Veracruz)
- Rigo Beltrán – Montreal Expos – 1997–2004 (Tijuana, Baja California)
- Vinny Castilla – Colorado Rockies – 1991–2006 (Oaxaca, Oaxaca)
- Aurelio López – Houston Astros – 1974–1987 (Tecamachalco, Puebla)
- Jorge Orta – Kansas City Royals – 1972–1987 (Mazatlan, Sinaloa)
- Vicente Palacios – San Diego Padres – 1987–2000 (Manlio Fabio Altamirano, Veracruz)
- Armando Reynoso – Colorado Rockies – 1991–2002 (San Luis Potosí, San Luis Potosí)
- Vicente Romo – Los Angeles Dodgers – 1968–1982 (Santa Rosalia, Baja California Sur)
- Aurelio Rodríguez – Baltimore Orioles – 1967–1983 (Cananea, Sonora)
- Héctor Torres – Toronto Blue Jays – 1968–1977 (Monterrey, Nuevo León)
- Alex Treviño – Cincinnati Reds – 1978–1990 (Monterrey, Nuevo León)
- Fernando Valenzuela – St. Louis Cardinals – 1980–1997 (Navojoa, Sonora)

## Nationalteam
Die mexikanische Nationalmannschaft repräsentiert Mexiko bei internationalen Turnieren. Sie wird derzeit auf Platz 4 der Weltrangliste geführt (Stand: Mai 2025).

## Internationale Turniere

### Little League World Series

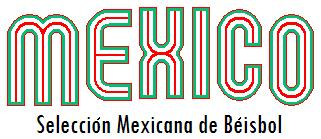
Logo von Team Mexiko

1957 und 1958 gewann der Club aus Monterrey mit seiner Jugendmannschaft, 11–13 Jahren, die Little League Baseball World Series.

### World Baseball Classic
2006 und 2009 nahmen das Team Mexiko mit seinen Profispielern am World Baseball Classic Turnier teil. 2006 verpasst es knapp den Einzug unter den besten Vier und beendete das Turnier mit Platz 6, noch vor den USA. 2009 schaffte es durch Niederlagen gegen Kuba und den späteren Finalteilnehmer Südkorea erneut nicht den Sprung ins Halbfinale und beendete das Turnier auf Platz 8.

### World Baseball Cup

Internationaler Baseballverband IBAF

Die offizielle Baseball-Weltmeisterschaft wird vom Internationalen Baseballverband IBAF organisiert und findet in der Regel seit 1938 alle zwei Jahre statt.
Mexikos erfolgreichste Turnierteilnahmen waren wie folgt:
Platz 2 (Silber) (1943, 1944, 1961, 1965)
Platz 3 (Bronze) (1941)
2009 fand die Baseball-Weltmeisterschaft 2009 in Europa statt. Mexiko spielte im Pool A in Prag und wurde Gruppensieger gegen Australien, Taiwan und Tschechien. Das mexikanische Team war mit hochkarätigen Spielern der mexikanischen Profiliga LMB besetzt und galt als einer der WM-Favoriten. In der 2. Runde kam das Team jedoch nicht über eine Negativbilanz von 2–5 Spielen hinaus, dabei waren teilweise knappe Niederlagen gegen Kanada, USA, Japan und Taiwan, und verpasst die Qualifikation zur 3. Runde. Am Ende der WM belegte Mexiko den 11. Platz.

### Serie del Caribe
Die Serie del Caribe wird jährlich als Turnier ausgetragen. Das Gastland mit Austragungsort, wechselt jährlich zwischen den teilnehmenden Clubs. Dies sind die jeweiligen Meister der Liga Mexicana del Pacífico (seit 1970) (Mexiko), der Liga Dominicana de Béisbol Invernal (Dominikanische Republik), der Puerto Rico Baseball League (Puerto Rico) und der Liga Venezolana de Béisbol Profesional (Venezuela).
Hermosillo war mit dem Estadio De Beisbol Héctor Espinoseit seit 1974 fünfmal Austragungsort des Turniers. Ein weiterer Austragungsort in Mexiko war Mazatlán, die im heimischen Estadio Teodoro Mariscal das Turnier 2005 gewannen. Bisher konnten fünf mexikanische Meister aus der Liga Mexicana del Pacífico das Turnier gewinnen: Naranjeros de Hermosillo (1976); Águilas de Mexicali (1986); Tomateros de Culiacán (1996 und 2002) und die Venados de Mazatlán (2005).
Im Februar 2010 wurde Serie del Caribe im Estadio Nueva Esparta in Porlamar ausgetragen. Der Vertreter aus Mexiko wurde in der LMP-Finalserie zwischen den Naranjeros de Hermosillo und den Venados de Mazatlán entschieden. Nach 3-3 nach 6 Playoff-Spielen konnte sich Hermosillo im entscheidenden 7. Spiel mit 1:0 gegen Mazatlán durchsetzen und den 15. Meistertitel der Klubgeschichte einfahren.

## Baseballstadien in Mexiko

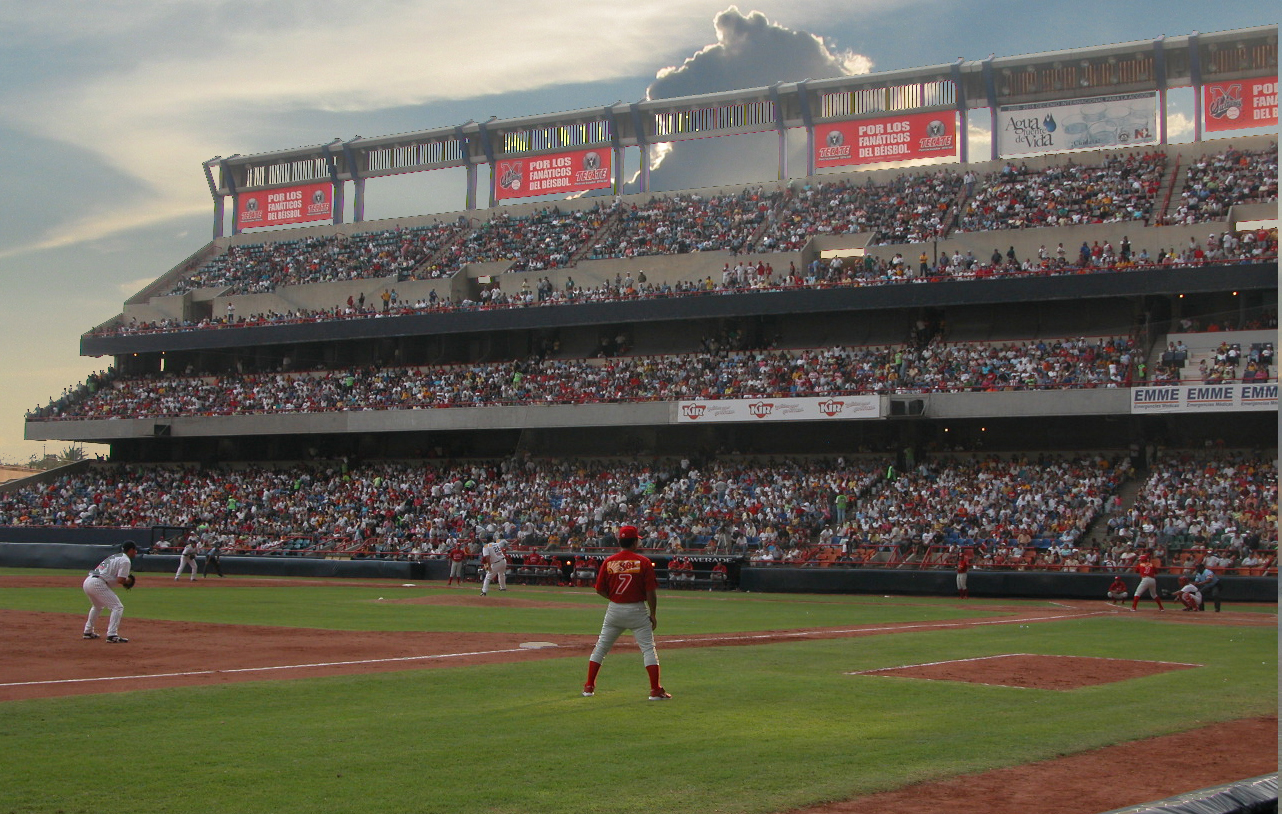
Das Estadio de Béisbol Monterrey ist mit 27.000 Zuschauerplätzen das größte Baseballstadion in Mexiko.

Stadien mit maximal 27.000 Zuschauerplätzen
- Estadio de Béisbol Monterrey 27.000 (Monterrey, Nuevo León – LMB)
- Foro Sol 26.500 (Ciudad de México, D.F. – LMB)
- Estadio Casas Geo 19.500 (Mexicali, Baja California – LMP)
- Estadio de Beisbol Calimax 18.500 (Tijuana, Baja California – GBL)
- Estadio Kukulcán 16.000 (Mérida, Yucatán – LMB)
- Estadio Francisco I. Madero 16.000 (Saltillo, Coahuila de Zaragoza – LMB)
- Estadio General Angel Flores 16.000 (Culiacán, Sinaloa – LMP)

Stadien mit maximal 15.000 Zuschauerplätzen
- Estadio De Beisbol Héctor Espino 15.000 (Hermosillo, Sonora – LMP)
- Estadio Monumental Chihuahua 14.500 (Chihuahua, Chihuahua – LMB)
- Estadio UD Acapulco 13.000 (Acapulco de Juárez, Guerrero)
- Estadio Hermanos Serdán 12.100 (Puebla, Puebla – LMB)
- Estadio Revolución 12.000 (Torreón, Coahuila de Zaragoza – LMB)
- Estadio Nuevo Laredo 12.000 (Nuevo Laredo, Tamaulipas – LMB)
- Estadio Teodoro Mariscal 12.000 (Mazatlán, Sinaloa – LMP)
- Estadio De Béisbol Beisborama 12.000 (Córdoba, Veracruz – LIV)
- Estadio Estadio M.C. Echeverria 12.000 (Navojoa, Sonora)
- Estadio Carta Blanca 12.000 (Ciudad Juárez, México Norte – LEC)
- Estadio Manuel Ciclón Echeverría 11.500 (Navojoa, Sonora – LMP)
- Estadio Monclova 11.000 (Monclova, Coahuila de Zaragoza – LMB)
- Estadio Emilio Ibarra Almada 11.000 (Los Mochis, Sinaloa – LMP)
- Parque Centenario 27 de Febrero 10.500 (Villahermosa, Tabasco – LMB)

Stadien mit maximal 10.000 Zuschauerplätzen
- Estadio Tomás Oroz Gaytán 10.000 (Ciudad Obregón, Sonora – LMP)
- Estadio Benito Juárez 10.000 (Oaxaca de Juárez, Oaxaca)
- Estadio Adolfo López Mateos 10.000 (Reynosa, Tamaulipas – LMB)
- Estadio Alberto Romo Chávez 10.000 (Aguascalientes, Aguascalientes – ehem. LMB)
- Estadio Beto Ávila 9.500 (Cancún, Quintana Roo – LMB)
- Estadio Estadio Arturo Nahl 9.000 (La Paz, Baja California Sur)
- Estadio Francisco Carranza Limón 8.000 (Guasave, Sinaloa – LMP)
- Estadio Corona 8.000 (Ciudad Juárez, México Norte – LEC)
- Estadio Universitario Beto Avila 7.800 (Veracruz, Veracruz – LMB)
- Parque 18 de marzo de 1938 7.500 (Minatitlán, Veracruz – LMB)
- Estadio Lic. Eduardo Vasconcelos 7.200 (Oaxaca de Juárez, Oaxaca – LMB)
- Estadio 20 de Noviembre 6.500 (San Luis Potosi, San Luis Potos – ehem. LMB)
- Estadio Nelson Barrera Romellón 6.000 (Campeche, Campeche – LMB)
- Estadio Toluca 80 6.000 (Toluca de Lerdo, México)
- Gimnasio Olimpico 5.500 (Ciudad de México, D.F.)

Stadien mit maximal 5.000 Zuschauerplätzen
- Estadio Jamie Canales Lira 5.000 (Ciudad Juárez, México Norte – LNS)
- Estadio Gimnasio de la UAGJ 5.000 (Ciudad Juárez, México Norte)
- Estadio Manuel Cecena 5.000 (Tecate, Baja California – LNM)
- Estadio Campo Antonio Palacios 4.000 (Ensenada, Baja California – LNM)
- Parque de Beisbol Domingo Santana 3.000 (León, Guanajuato – ehem. LMB)
- Estadio José Aguilar y Maya 3.000 (Guanajuato, Guanajuato)
- Estadio Centro Universitario Victoria 3.000 (Ciudad Victoria, Tamaulipas)
- Estadio Martires de 1906 3.000 (Cananea, Sonora – ehem. AML)
- Parque Aurelio Ballados 2.500 (San Andrés Tuxtla, Veracruz – LIV)